# Ivan Václavík
Ivan Václavík (* 2. listopadu 1971) je bývalý slovenský fotbalista, záložník.

## Fotbalová kariéra
V české lize hrál za FC Kaučuk Opava. Nastoupil ve 44 ligových utkáních. Gól v lize nedal. Ve druhé nejvyšší soutěži hrál i za FC MUS Most 1996 a SK Spolana Neratovice. Reprezentoval Československo v kategorii do 18 let.

## Ligová bilance
| Ročník                          | Zápasy | Góly | Klub                  |
| ------------------------------- | ------ | ---- | --------------------- |
| 2. česká fotbalová liga 1993/94 | -      | 3    | FC Kaučuk Opava       |
| 2. česká fotbalová liga 1994/95 | -      | 2    | FC Kaučuk Opava       |
| 1. česká fotbalová liga 1995/96 | 20     | 0    | FC Kaučuk Opava       |
| 1. česká fotbalová liga 1996/97 | 11     | 0    | FC Kaučuk Opava       |
| Gambrinus liga 1997/98          | 13     | 0    | FC Kaučuk Opava       |
| 2. česká fotbalová liga 1998/99 | 27     | 8    | FC MUS Most 1996      |
| 2. česká fotbalová liga 1999/00 | 27     | 2    | FC MUS Most 1996      |
| 2. česká fotbalová liga 2000/01 | 10     | 1    | SK Spolana Neratovice |
| 2. česká fotbalová liga 2000/01 | 13     | 0    | FC MUS Most 1996      |
| CELKEM 1. liga                  | 44     | 0    |                       |